# Пушкин, Лев Анатольевич

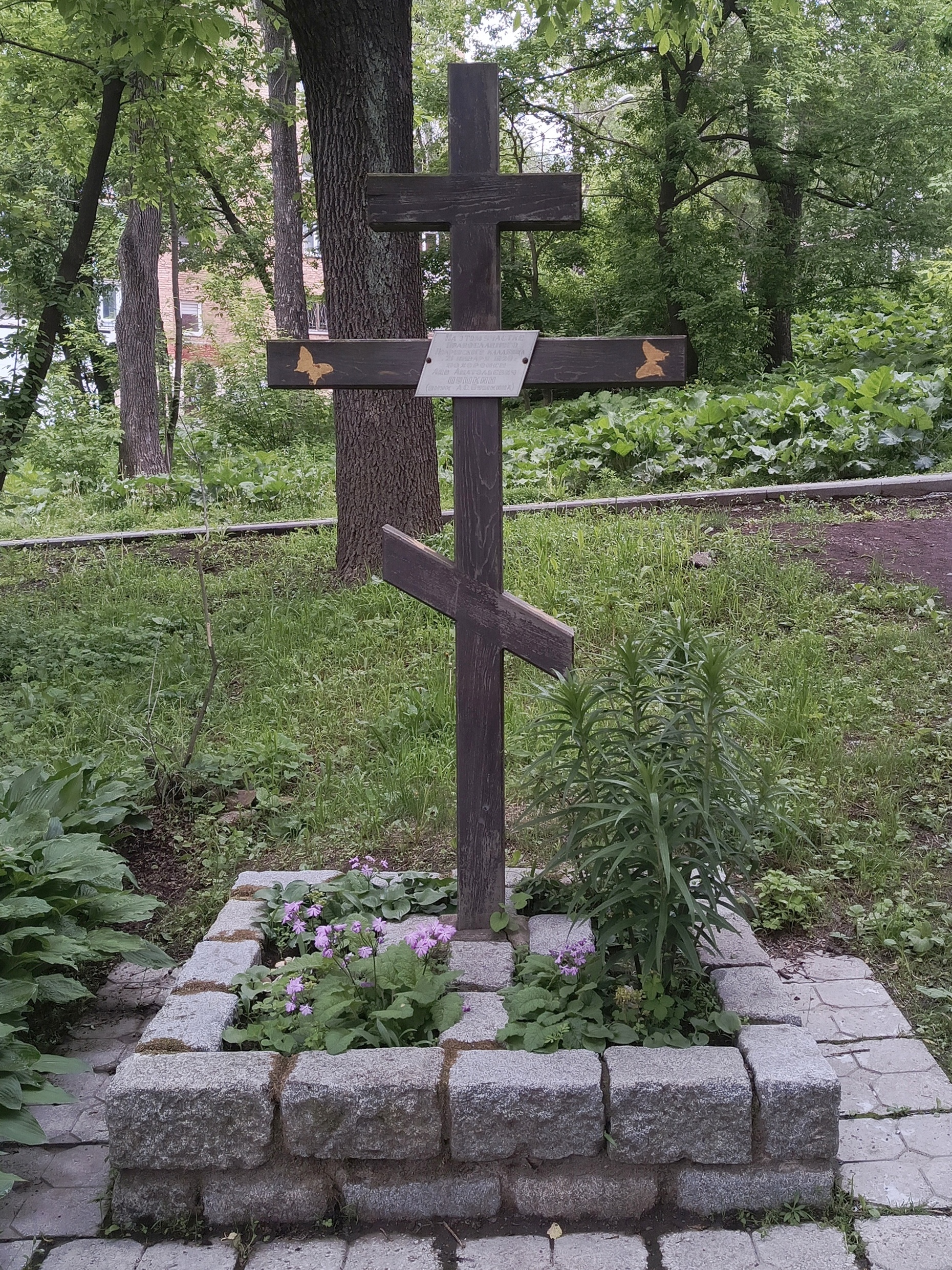
Крест на предполагаемом участке захоронения Л. А. Пушкина

Лев Анатольевич Пушкин (1870—1920) — оренбургский вице-губернатор в 1914—1917 годах, камергер Высочайшего двора. Последний владелец пушкинского имения Болдино.

## Биография
Происходил из нижегородской ветви рода Пушкиных. Сын земского начальника Анатолия Львовича Пушкина (1846—1903) и жены его Ольги Александровны Александровой (1852—1884). Внучатый племянник А. С. Пушкина.
По окончании Николаевского кавалерийского училища в 1892 году выпущен был корнетом в 42-й драгунский Митавский полк. Вскоре был переведён в лейб-гвардии Гродненский гусарский полк. 2 декабря 1896 года вышел в запас гвардейской кавалерии по Лукояновскому уезду. 28 января 1897 года назначен земским начальником 2-го участка Лукояновского уезда, а 25 июля того же года произведён в поручики «в сравнение с сверстниками», с оставлением в запасе.
19 февраля 1906 года избран лукояновским уездным предводителем дворянства. Будучи владельцем родового имения Болдино, с 1899 года хлопотал о его продаже государству. После крестьянских волнений 1904—1908 годов появились опасения за судьбу барской усадьбы и, наконец, в 1911 году имение было приобретено в казну за 30 тысяч рублей.
2 ноября 1910 года назначен рогачёвским уездным предводителем дворянства, а 5 августа 1914 года — оренбургским вице-губернатором, в каковой должности оставался до Февральской революции. Дослужился до чина действительного статского советника (6 декабря 1913), был пожалован в придворное звание камергера (1913). Из наград имел ордена Св. Анны 2-й степени и Св. Владимира 4-й степени (1911).
В 1917 году был избит революционной толпой. После взятия Оренбурга белой армией выехал в Сибирь. Благодаря участию адмирала Колчака больной Лев Анатольевич был отправлен на лечение в Японию. Летом 1919 года он вернулся во Владивосток, где лечился в клинике доктора медицины С. М. Блюменфельда, а затем в Морском госпитале. Скончался 19 января 1920 года. Был похоронен на Покровском кладбище Владивостока, закрытом в 1923 году. В 2002 году на предполагаемом участке захоронения Л. А. Пушкина был установлен деревянный крест.

## Личная жизнь
С 18 января 1898 года был женат на дочери дворянина Александре Николаевне Добролюбовой, брак был бездетным.